# قبة بشمرا
قبة بشمرا هي قرية لبنانية من قرى قضاء عكار في محافظة الشمال. تقع في تجمع للقرى يسمى السهل في عكار.
تقع قبة بشمرا بمحافظة عكار شمالي لبنان وتبعد حوالي 15 كلم عن حلبا، 25 كلم عن طرابلس و 3 كلم عن مطار رينه معوض. تقع قبة بشمرا على البحر مباشرة. تبلغ المساحة الاجمالية للبلدة حوالي 568 هكتار مقسمة إلى 517 هكتار أراض زراعية، 9 هكتار لخطوط الغاز والبترول إضافة إلى 34 هكتاراً من أراضٍ غير مستثمرة. أما المساحة المأهولة بالسكان فتبلغ حوالي 7 هكتار.
يعدّ القطاع الزراعي من بين القطاعات الاقتصادية الأبرز في قبة بشمرا. يقوم هذا القطاع على زراعة البطاطا بشكل رئيسي إضافة إلى زراعة التبغ، الحمضيات، الزراعات العلفية والبيوت البلاستكية. يخترق نهر عرقا أراضيها الزراعية، ويسجل الاستعمال الكثيف للبيوت البلاستيكية والأساليب الحديثة في الزراعة، مع تواجد الكثير من بساتين الحمضيات، وكروم العنب، وقد تم إنشاء سوق مركزي للخضار على أراضيها، ومعمل لتوضيب الخضار والفاكهة، ومعمل لتصنيع المواد البلاستيكية المعدة للاستعمال الزراعي، ومحطة مركزية لتكرير مياه الصرف الصحي، مع شبكة صرف صحي حديثة. سكنتها العديد من العائلات منذ فترات طويلة، لكن أهم العائلات المتواجدة حالياً هي: آل الاسمر وعوض وموري، وخضر والسايس  إضافة لتواجد مكثف للنازحين والعمال السوريين.